# سفارت کانادا در بوداپست
سفارت کانادا در بوداپست (به مجاری: Embassy of Canada) یک سفارت در مجارستان است که در ناحیه ۲ بوداپست واقع شده‌است.